# شانتو ۳۱۳۹
سیارک ۳۱۳۹ (به انگلیسی: 3139 Shantou، نامگذاری:1980VL1) سه هزار و صد و سی و نهمین سیارک کشف شده‌است که در ۱۱ نوامبر ۱۹۸۰ کشف شد.
قدر مطلق سیارک برابر ۱۰٫۶۰ است.